# Hoya Corporation
Hoya Corporation eller Hoya (株式会社) er en japansk producent af optiske produkter såsom fotomasker, harddisk platters, kontaktlinser, briller, lasere, medical photonics, fotografiske filtre, osv. og relateret software.